# Sint-Pieterspenning
De Sint-Pieterspenning, Pieterspenning of Petruspenning (denarius Sancti Petri in het Latijn) is een jaarlijkse vrijwillige gift van katholieken. Het werd heringevoerd in 1860 door paus Pius IX na de nederlagen van het pauselijke leger tegen het Italiaanse leger in Castelfidardo (18 september 1860) en het duidelijk werd dat er geld nodig was voor een leger dat de staten tegen de Italiaanse aanspraken kon verdedigen.